# Serieåret 1938

## Händelser

### April
- 18 april - I USA gör seriefiguren Stålmannen debut.
- 21 april - Första numret av Le Journal de Spirou, där serierna Spirou av Rob-Vel och Les Aventures de Tif av Fernand Dineur debuterar, utkommer.[1]

### Okänt datum
- Musse Pigg-tidningen, Sveriges första riktiga serietidning läggs ner efter 23 nummer.[2]
- Serien Jumbo i djungeln av Einar Norelius börjar publiceras i Svenska Dagbladet.[3]

## Utgivning

### Album
- Den svarta ön (Tintins äventyr) [4]

## Födda
- 25 januari - Shotaro Ishinomori, japansk serieskapare.
- 8 maj - Jean Giraud (död 2012), fransk serieskapare med pseudonymen Moebius.
- 22 maj - Sture Hegerfors, svensk journalist och tecknare.
- 27 juli - Pierre Christin, fransk serieförfattare.
- 23 september - Jean-Claude Mézières (död 2022), fransk serietecknare.

## Avlidna
- 13 oktober – E.C. Segar, 43, amerikansk serieskapare till bland andra Karl-Alfred.

### Fotnoter
1. ↑  BDparadisio. ”Le Journal Spirou a 60 ans” (på franska). Arkiverad från originalet den 28 september 2007. https://web.archive.org/web/20070928004553/http://www.bdparadisio.com/spirou.htm.
2. ↑  Swecomics
3. ↑  Seriefrämjandets Seriewiki: Jumbo i djungeln, hämtad 14 augusti 2008
4. ↑  ”Tintin”. Arkiverad från originalet den 5 oktober 2019. https://web.archive.org/web/20191005142949/http://en.tintin.com/albums/show/id/31/page/0/0/the-black-island. Läst 12 mars 2011.